# Susanne Marschall
Susanne Marschall (* 6. November 1963 in Kaiserslautern) ist eine deutsche Geisteswissenschaftlerin und Professorin für Medienwissenschaft an der Eberhard Karls Universität Tübingen.

## Leben
Marschall studierte Germanistik, Komparatistik und Philosophie in Köln und Mainz. Nach ihrer Promotion (1995) mit einer Arbeit über das Motiv des Tanzes am Beispiel von Frank Wedekinds Die Büchse der Pandora und Hugo von Hofmannsthals Elektra lehrte und forschte sie als wissenschaftliche Mitarbeiterin, dann als Hochschulassistentin (C1) und schließlich als Akademische Rätin in der Filmwissenschaft am Institut für Publizistik an der Johannes Gutenberg-Universität Mainz. 2005 habilitierte sie sich mit der Monografie „Farbe im Kino“.
2010 erhielt Marschall Rufe auf W3-Professuren für Medienwissenschaft unter anderem nach Tübingen. In Tübingen wurde sie zur Direktorin des Kompetenz-Zentrums Medien (ehemals Medienabteilung der Neuphilologischen Fakultät) der Universität Tübingen ernannt.
Marschall war Siegerin in der Kategorie „Geistes-, Gesellschafts- und Kulturwissenschaften“ bei dem von der Zeitschrift Unicum ausgerichteten Wettbewerb „Professoren des Jahres 2012“.

## Schriften
Neben über 30 Aufsätzen veröffentlichte sie Lexikonbeiträge, z. B. über Bollywood in Reclams Sachlexikon des Films sowie zahlreiche kürzere Artikel in Fachzeitschriften. Als Mitherausgeberin war sie bisher (Stand 2012) an neun Werken beteiligt.
- Mythen der Metamorphose – Metamorphose des Mythos bei Peter Handke und Botho Strauß. Gardez! Mainz 1993 (Zugleich Magisterarbeit an der Universität Mainz 1993; 2. Auflage 1994, ISBN 3-928624-11-3).

- TextTanzTheater. Eine Untersuchung des dramatischen Motivs und theatralen Ereignisses »Tanz« am Beispiel von Frank Wedekinds Büchse der Pandora und Hugo von Hofmannsthals Elektra. Lang, Frankfurt am Main 1996, ISBN 3-631-30476-5 (Zugleich Dissertation an der Universität Mainz 1995).

- Farbe im Kino. Schüren, Marburg 2005, ISBN 3-89472-394-7 (Zugleich Habilitationsschrift an der Universität Mainz 2004; auch 2. Auflage 2009).